# Ur-gigir
Ur-gigir (klinopisno 𒌨𒄑𒇀, ur-{geš}gigir) je bil ensi (guverner) Uruka, ki je po Seznamu sumerskih kraljev živel v 22. stoletju pr. n. št.
Po Seznamu sumerskih kraljev je Ur-gigirjav oče Ur-nigin uničil Akadsko cesarstvo, ki so ga pred tem verjetno oslabili Gutijci, in ustanovil Četrto uruško dinastijo. Isti vir opisuje tudi zmedo v Akadskem cesarstvu po smrti Šar-Kali-Šarija in omenja vrsto kraljev, med njimi tudi Ur-gigirja:
"Kdo je bil kralj? Kdo ni bil kralj? Irgigi, kralj;  Nanum, kralj; Imi, kralj; Ilulu, kralj - vsi štirje skupaj so vladali samo tri leta. Dudu je vladal 21 let; Šu-Turul, Dudujev sin, je vladal 15 let. ... Agade je bil poražen in kraljevanje je prevzel Uruk. V Uruku je Ur-nigin vladal 7 let, Ur-gigir, njegov sin, je vladal 6 let. Kuda je vladal 6 let; Puzur-ili je vladal 5 let; Ur-Utu je vladal 6 let. Uruk so napadle z orožjem in uničile gutske horde."
— Seznam sumerskih kraljev
Ur-gigir se pojavlja tudi v več svojih zavetnih napisih, v katerih omenja svojega očeta Ur-nigina. Eden od njih se bere:
"Ur-gigir, generalni guverner boga Dumuzija, sin Ur-nigarja, mogočnega moža, kralja Uruka, in Ama-lagar, njegove matere, je za boginjo Ninšešegaro, njegovo gospo, v Patibiri zgradil tempelj Ešešegara."
— Ur-gigirjav napis
Četrto uruško dinastijo je uničila Gutska dinastija.